# Forêts sèches du Bajío
Localisation
Les forêts sèches du Bajío sont une écorégion terrestre de forêts de feuillus sèches tropicales du centre-ouest du Mexique.
Les forêts sèches du Bajío se trouvent dans la partie sud-ouest du plateau mexicain. Elles sont limitées au sud-est, sud, sud-ouest et par les forêts de pins et de chênes de la Cordillère néovolcanique qui occupent les volcans et les montagnes de cette cordillère qui forment la limite sud du plateau. Les forêts de pins et de chênes de la Sierra Madre occidentale marquent la frontière de l'écorégion au nord-est. Les nombreuses montagnes du plateau qui s'élèvent au-dessus des forêts sèches sont occupées par des Sky islands de chênes et de pins. Au nord, les forêts sèches du Bajío laissent la place peu à peu au plus tempéré matorral du centre du Mexique.
La majeure partie de l'écorégion se trouve dans le bassin du fleuve Río Lerma, et les forêts sèches s'étendent autour du lac de Chapala à l'extrémité orientale de la région, et dans les bassins endoréiques du lac Cuitzeo (en) et du lac de Pátzcuaro, dans le sud.